# Francisco Torralbo
Francisco Torralbo Robles (1740, Principado de Cataluña – 15 de mayo de 1795, San Juan), fue un militar español que ejerció como gobernador interino de Puerto Rico en dos ocasiones: 1789 y 1792–1793.

## Biografía
Francisco Torralbo nació en 1740 en el Principado de Cataluña. Él fue el hijo legítimo de Alfonso (Alonso) Torralbo, y Apolonia Robles. Su padre fue Capitán de infantería en el Regimiento de Murcia.
En 1789 fue nombrado gobernador de Puerto Rico de forma interina en reemplazo de Juan Andrés Dabán y Busterino. Más tarde, en 1792 fue nombrado nuevamente gobernador interino de Puerto Rico en reemplazo a Miguel Antonio de Ustariz, quien había regresado a España debido a su indisposición física, manteniéndose en ese gobierno hasta 1793. Durante su gobierno, Torralbo se opuso a las consecuencias de la Revolución francesa, aún en funcionamiento, especialmente a través de sus manifestaciones en la vecina colonia francesa de Saint Domingue y en la Martinica. Después de ser destituido del cargo de gobernador, Torralbo pasó el resto de su vida en Puerto Rico, hasta su fallecimiento el 15 de mayo de 1795. Fue enterrado en la capilla de San Vicente Ferrer, en el convento de los Predicadores en San Juan.

## Vida personal
Torralbo se casó con Theresa Valenciano y Pimentel en Santiago de Cuba, Cuba el 21 de enero de 1764, tuvieron varios hijos. Entre ellos a Juana Josefa de la Luz de Torralbo Valenciano, quien se casaría con el coronel Rafael Conti Flores, defensor de Aguadilla contra los invasores británicos de 1797.